# Distrito de Santa Fe (Darién)
El distrito de Santa Fe es una de las tres divisiones que conforma la provincia de Darién, situado en la República de Panamá. Su base legal fue establecida a través de la Ley 57 del 14 de julio de 2017, para ser creado el 2 de mayo de 2019, no obstante, aduciendo fines electorales recomendado por el Tribunal Electoral a la Asamblea Nacional de Panamá, se adelantó su creación mediante la Ley 8 del 14 de febrero de 2018. El distrito se creó segregándose del distrito de Chepigana.

## División político-administrativa
Está conformado por siete corregimientos:
- Agua Fría
- Cucunatí
- Río Congo
- Río Congo Arriba
- Río Iglesias
- Santa Fe
- Zapallal[3]